# Алалыкин, Владимир Викторович
Влади́мир Ви́кторович Алалы́кин (1873 — ?) — российский военный деятель, полковник.

## Биография
Родился 16 февраля 1873 года.
- Образование получил в 1-м Московском кадетском корпусе.
- В службу вступил 1 сентября 1891 года.
- Окончил 3-е военное Александровское училище. Выпущен в 6-ю резервную артиллерийскую бригаду.
- Подпоручик (ст. 04.08.1892).
- Поручик (ст. 04.08.1896).
- Окончил Николаевскую академию генерального штаба (по 1-му разряду; в списках Генерального Штаба 1914, 1916, 1917 не значится).
- Штабс-капитан (ст. 04.08.1900).
- Капитан (ст. 04.08.1904).
- Командир 4-й батареи 1-й гренадерской артиллерийской бригады (утв. 26.08.1912).
- Подполковник (ст. 26.08.1912).
- Участник первой мировой войны:
  - Полковник (пр. 03.04.1915; ст. 01.12.1914).
  - Командир 1-го дивизиона 1-й гренадерской артиллерийской бригады (с 03.04.1915).
  - Командир 3-го отдельного полевого тяжелого артиллерийского дивизиона (30.11.1917—29.01.1918).
- Уволен от службы (12.04.1918).

Пожалования старшинства: в чине полковника с 01.12.1912 (ВП 04.11.1916).
Леонид Лопатников вспоминал:

..в моей квартире было 8 комнат — 8 семей, и соседняя с моей была семья Владимира Викторовича Алалыкина. Он был бывший полковник Генерального штаба, но остался жив и здоров, потому что стал делать рельефные географические карты. И был в этом главным авторитетом в Советском Союзе. Он давал нам с братом, тоже школьникам, немного подработать: с свободное время мы были у него подмастерьями. К нам приходили люди из Генштаба, из Академии имени Фрунзе, потому что мы делали карты для самых высших чинов. Вы видели фильм «Валерий Чкалов»? Он там со Сталиным обсуждает полёт, как тогда говорили «вокруг шарика» - в этой сцене летчик с вождем стояли около большого глобуса. Так вот этот глобус не был выдумкой режиссёра, он действительно существовал и был сделан в нашей квартире. Где-то на заводе делались деревянные половинки глобуса, и мы на них разрисовывали материки, реки, потом вылепливались горы, долины, все это соответственно закрашивалось, потом нам из типографии приносили на папиросной бумаге названия городов, рек, прочего, и они лаком приклеивались так, что бумажки не видно, а буквы все есть.— 
Дата смерти неизвестна.
Оригинал фотографии капитана В. В. Алалыкина хранится в частном собрании Сергея Евгеньевича Володарского (Харьков)

### Семья
Был женат на дворянке Наталии Николаевне Кудрявцевой и имел детей:
- Георгий, род. 23 октября 1897 года,
- Виктор, род. 7 октября 1899 года,
- Борис, род. 3 июня 1903 года.

## Награды
- Орден Святого Станислава 3-й степени (1901);
- Орден Святого Владимира 4-й степени (1897);
- Орден Святой Анны 3-й степени (ВП 27.03.1911; с 1910);
- Георгиевское оружие (ВП 05.05.1915).